# Spinaeschna
Spinaeschna is een geslacht van libellen (Odonata) uit de familie van de glazenmakers (Aeshnidae).

## Soorten
Spinaeschna omvat 2 soorten:
- Spinaeschna tripunctata (Martin, 1901)
- Spinaeschna watsoni Theischinger, 1982